# Історія юдаїзму

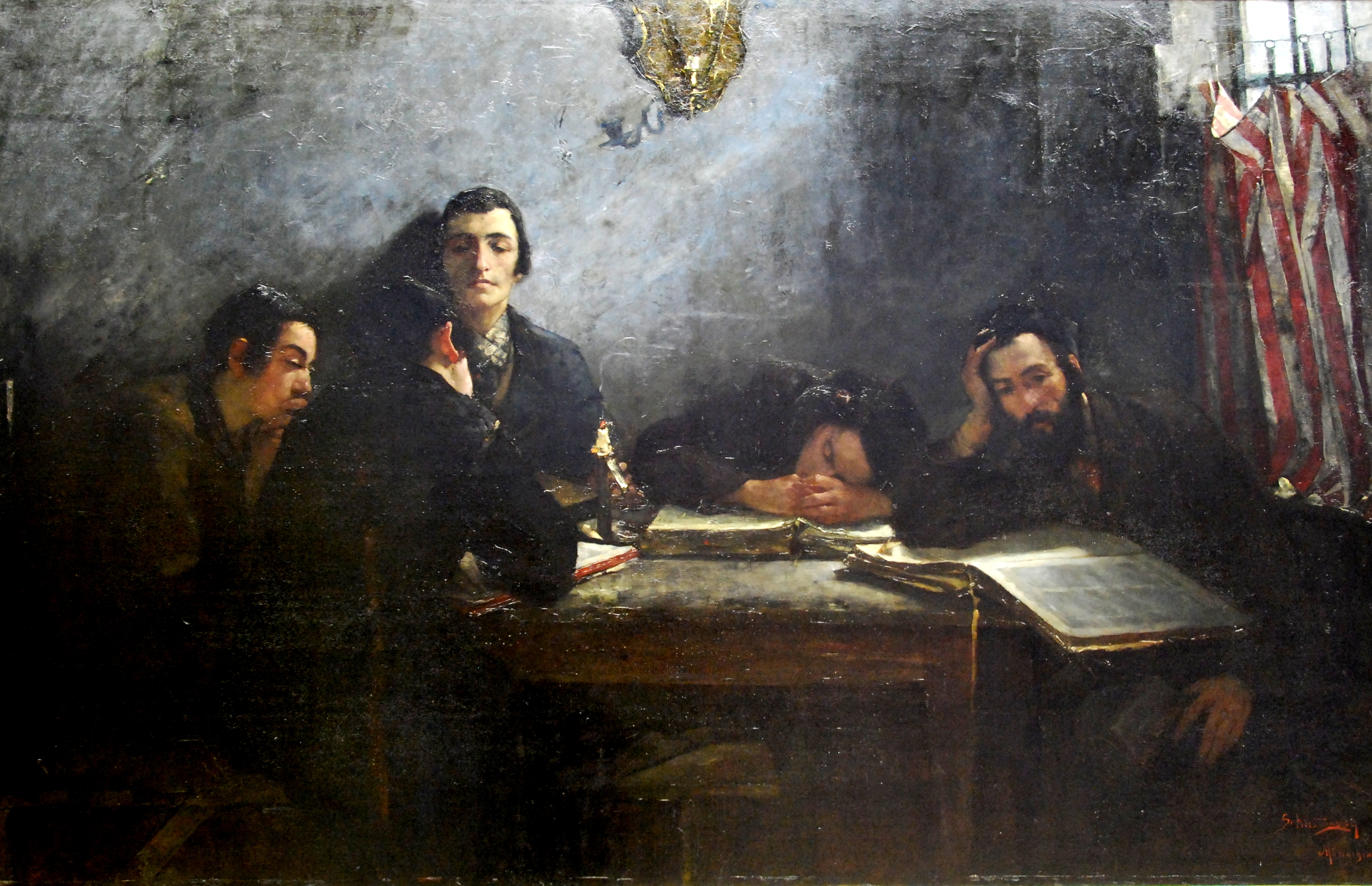
Самуель Гіршенберг, Школа Талмуда, гр. 1895—1908.

Традиційно початок юдаїзму відносять до часів Мойсея. Значення закону Мойсея для долі юдаїзму настільки велике, що юдаїзм іноді іменується Мойсеєвою релігією. Але сучасний юдаїзм надає більшої ваги Устній Торі (Талмуд), поява якої пов'язано з рухом фарисеїв («перушім» — «відокремлені») в середині першого століття до н. е. Найбільш знаменитим з них був раві Гілель який за часів Ірода Великого очолив Синедріон і заснував династію голів (насі).
Після юдейських воєн фарисеї розпалися на дві школи з центром у Вавилоні і Тверії. Вони записали Устную Тору створивши відповідно Вавилонський (V ст.) та Єрусалимський (IV ст.) Талмуд.

## Періоди
Далі юдаїзм пройшов у своєму розвитку ряд періодів:
- Пари. Найвідоміші Гілель і Шамай.
- Танаї. (Івр. תַּנָּאִים, Танна; — «повторювати», «вивчати», «вчити») — рабини до завершення написання Мішни. Один з лідерів таннаїв раві Аківа підтримав повстання Бар-Кохби, через що імператор Адріан видав закон про заборону вивчення Тори та виконання деяких обрядів. Багато таннаїв були піддані мученицькій смерті. Новим центром юдаїзму стає Тверія.
- амораї — рабини до завершення написання Талмуда. Створили Гемару — аналіз раннього Талмуда (Мішна).
- Савораї
- Гаони. Час найвищого розквіту юдаїзму. В цей час від юдаїзму відокремились караїмісти. Велику роль в протистоянні з ними відіграв Саадія Гаон.
- Рішонім. До створення Шулхан Арух — звід рабиністичних законів. Найвідоміші з них: Маймонід, Моше бен Нахман, Раши та ін. В цей час сефардський рабин Моше де Леон публікує Зоар, головну книгу містичної течії каббала.
- Ахаронім. До цього часу. В цей час відбулося виникнення течії хасидизму в Речі Посполитій і реформістського юдаїзму в Німеччині в двадцяті роки XIX століття.